# Národní park San Guillermo
Národní park San Guillermo (španělsky Parque Nacional San Guillermo) je národní park v Argentině, v provincii San Juan. Byl založen v roce 1998 a je součástí biosférické rezervace San Guillermo. V tomto národním parku v pohoří And se nacházejí pouště, pastviny i několik mokřadů. Ze zástupců živočišné říše zde žijí mj. lama vikuňa, lama guanako, pes horský, andská kočka horská, puma nebo kondor andský.

## Park
Národní park San Guillermo se nachází v severní části provincie San Juan nedaleko města Rodeo. Vznikl 13. ledna 1999. Má rozlohu 166 000 hektarů. Původně byl založen jako provinční rezervace v roce 1972, biosférickou rezervací San Guillermo se stal v roce 1980. Jeho hlavním cílem je zachování přirozeného prostředí vikuní a ochrana ostatních rostlin a živočichů této horské oblasti.

## Ekologie

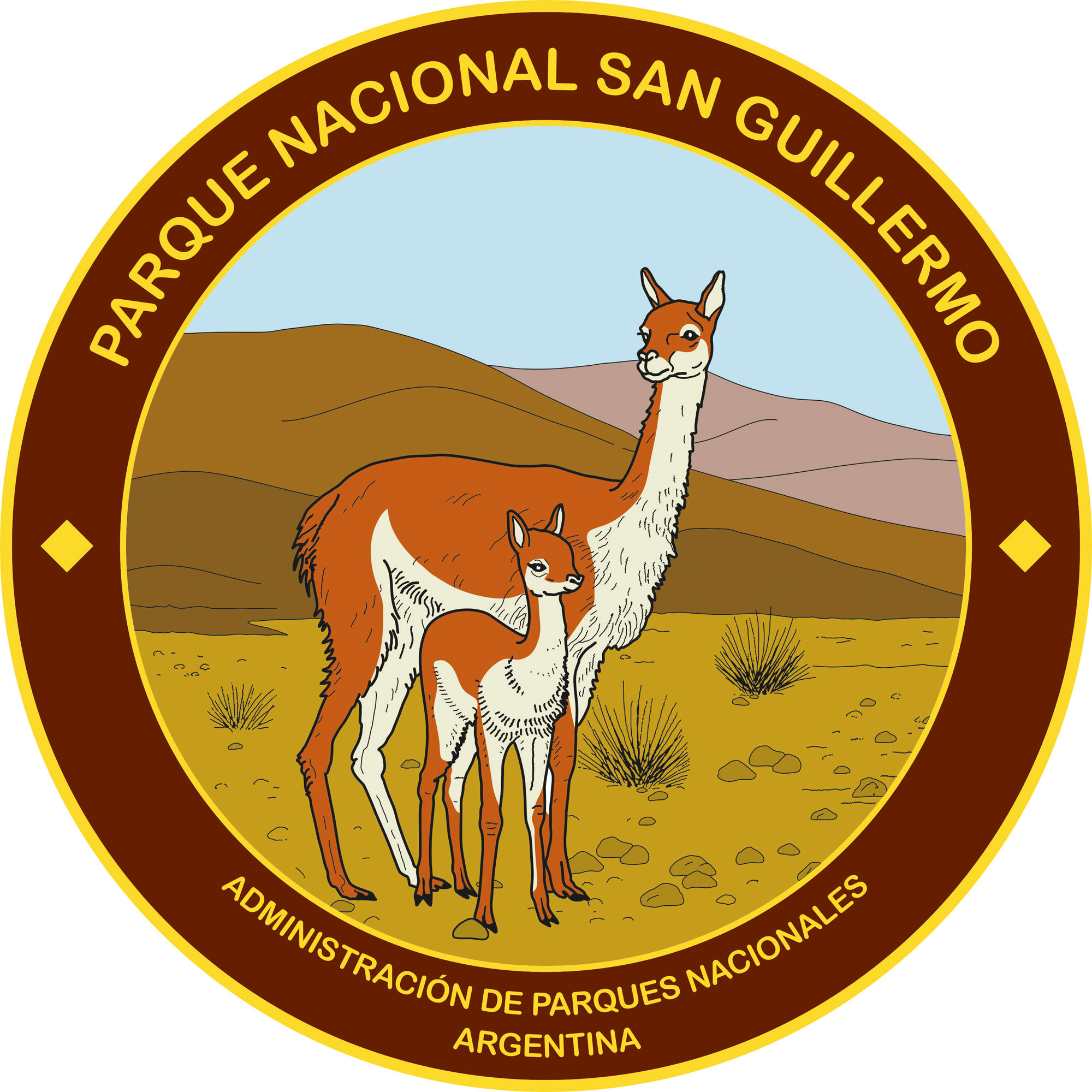
Logo parku s lamou vikuňou

Biosférická rezervace má rozlohu 981 000 hektarů. Jádrem území je národní park, který sestává ze suchých horských pásem bez stálých vodních toků. Půda je většinou kamenitá a hrubá, ale v některých oblastech s příznivějšími podmínkami, většinou nad 3500 metrů, se nacházejí stepní pastviny.
Flóra se skládá z roztroušených zakrslých keřů, hrubých trav a bylin, mnoho půdy je bez porostu. Mezi keře, které zde rostou, patří rody Adesmia, Parastrephia, Fabiana, Azorella a Ephedra. Mezi trávy pak rody Stipa, Calamagrostis a Festuca, kvetoucí rostliny zahrnují rody Astragalus, Tropaeolum, Phacelia a Glandularia.
Hlavním důvodem pro zřízení biosférické rezervace byla ochrana lam vikuní. V rezervaci žije také lama guanako, pes horský, andská kočka horská, puma, činčila krátkoocasá, nandu Darwinův, různé kachny, husy nebo kondor andský.